# Демриц (герб)
Демриц (пол. Demryc, Temritz, Demritz) — сілезький і верхньолужицький шляхетський герб. Базовий варіант герба (Демриц І) за Юліушем Карлем Островським був визначений як різновид герба Леліва, варіанти II і III визнаються деякими німецькими геральдистами за різновиди герба Држевиця.

## Опис герба
Юліуш Кароль Островський називає три варіанти цього герба (блазоновані були лише перші два, а третій варіант представлений тільки у вигляді малюнка):
Демриц І (пол. Demryc І, Temritz, Demritz cz. Leliwa odm.): у блакитному полі між рогами золотого півмісяця золота шестикутна зірка. У клейноді між двома хоругвами в голубих і сріблястих поперечних смугах три пера страуса: золоте між блакитними. Намет блакитний, підбитий золотом.
Демриц ІІ (пол. Demryc II): у блакитному полі над і під золотим півмісяцем рогами вгору — дві шестипроменеві золоті зірки. У клейноді озброєна мечем правиця. Намет блакитний, підбитий золотом.
Демриц ІІІ (пол. Demryc III): у блакитному полі над і під золотим півмісяцем рогами вгору — дві шестипроменеві золоті зірки. У клейноді три пера страуса: золоте між блакитними. Намет блакитний, підбитий золотом.
Варіант І згаданий і в Англії.

## Найбільш ранні згадки
За словами Юліуша Кароля Островського, це герб родини польського походження із Сілезії.

## Сім'я Демриц
За словами Ернста Генріха Кнешке, це старий сілезький і верхньолужицький знатний рід, який повинен був враховуватися в Лелівітові. З цієї сім'ї він називає Радслава Демрица у 1287 році служив вроцлавському Генріху IV Праведному. Андреас фон Демриц мав бути одружений 1530 року з фон Бланкенштейн, а Кристоф фон Темриц в 1626 році мав бути власником маєтків Стабчен у Свідниці. У Верхній Лужиці, в який були маєтки Темриц поблизу Баутцена, ця сім'я посідала, в основному, Дешу в районі Герліц. У руках сім'ї перебували також Коломен і Формен-Ост (1592), Гайневальде поблизу Циттау (1684). На початку XVIII століття рід звівся в Лужиці (остання згадка в 1714 році).

## Роди
Один рід (герб власний): Демриц (Daemritz, Demryc, Demritz, Temritz, Themritz).